# ۷۸۰ (میلادی)
۷۸۰ (میلادی) هفتصد و هشتادمین سال تقویم میلادی است.

## رویدادها

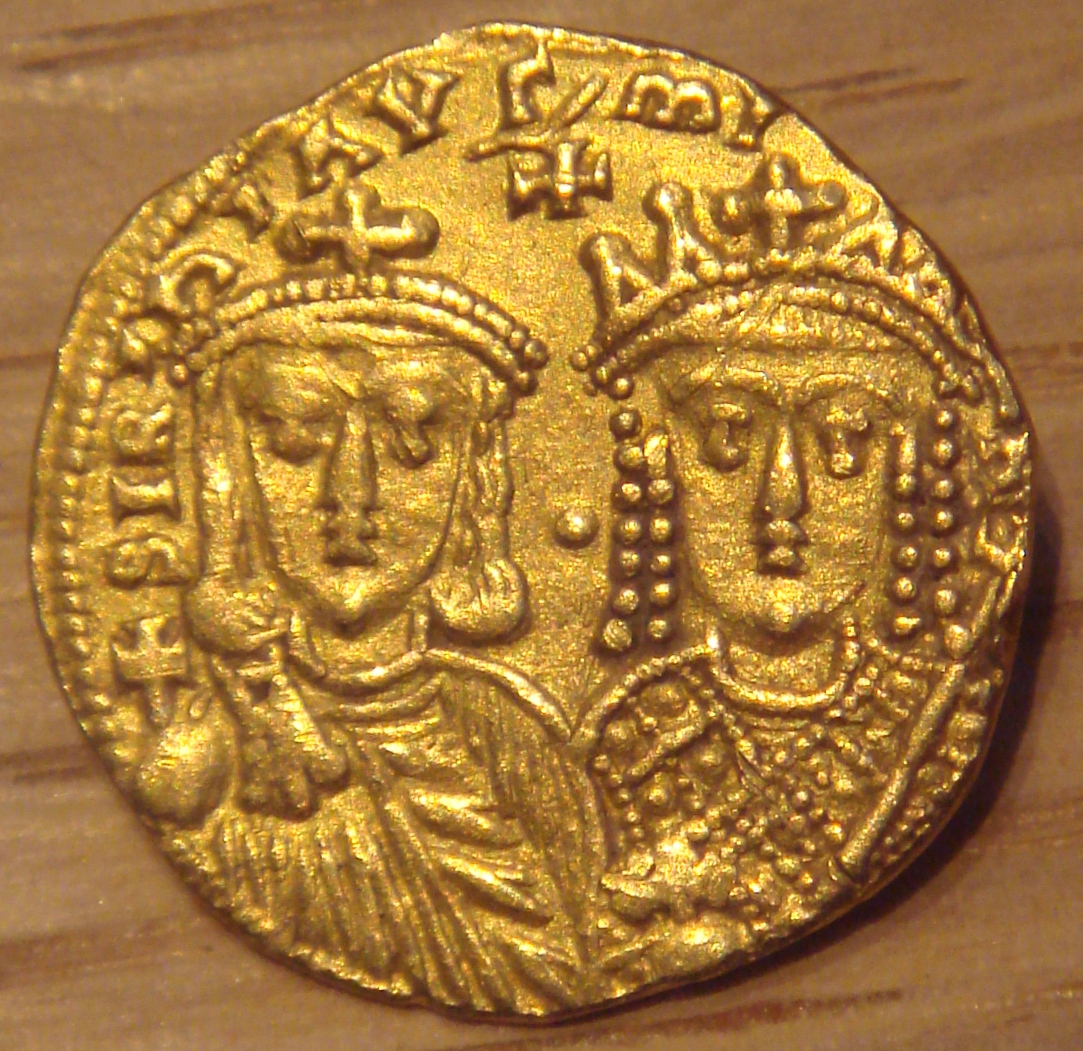
سکه طلای ایرنه همراه کنستانتین به عنوان فرمانروایان مشترک بیزانس در سالهای بین ۷۸۰ - ۷۹۰

- لئوی چهارم، امپراتور بیزانس می‌میرد و پسرش با عنوان کنستانتین ششم جانشین او می‌شود و مادر کنستانتین ایرنه به دلیل کوچک بودن پسرش فرمانروای اصلی بیزانس می شود و تمام قدرت را غضب میکند.

## زادگان
- محمد بن موسی خوارزمی، دانشمند ریاضی‌دان و ستاره‌شناس ایرانی (تاریخ احتمالی)

## درگذشتگان
- ۸ سپتامبر - لئوی چهارم، امپراتور بیزانس

‎